# 約翰·奧斯本 (懷俄明州州長)
約翰·尤金·奧斯本（英語：John Eugene Osborne；1858年6月19日—1943年4月24日），是一位美國民主黨的政治人物，曾在1893年至1895年出任懷俄明州州長，亦於1897年至1899年擔任美國眾議院懷俄明州單一國會選區代表眾議員。

## 早年生活
奧斯本在紐約州韋斯特波特出生，是約翰·C·奧斯本（John C. Osborne）和瑪麗·E·懷爾（Mary E. Rail）的幼子。他的父母都是移民，父親來自英格蘭和而母親來自加拿大。奧斯本在佛蒙特大學修讀醫學，並於1880年畢業。然後，他被聯合太平洋鐵路聘為一名外科醫師，亦搬到懷俄明州卡本縣羅林斯。

## 生涯
1883年，奧斯本當選為懷俄明領地議會議員，但於1885年因離開懷俄明領地一段時間而辭職；後於1888年他被任命為監獄建築委員會主席和當選羅林斯市長。
在整個1880年代，奧斯本是羅林斯的醫學家和化學家，還經營了一個農場；他更曾是懷俄明州最大的羊的主人。大鼻子喬治·帕羅特被執行私刑後，奧斯本協助進行屍檢，並將帕羅特的皮膚曬黑製作成一雙鞋，後來他可能穿著那雙鞋子參加州長就職典禮。
1892年，奧斯本擔任民主黨全國代表大會副代表，同年，經過選舉之中違規未經證實的聲明，他在懷俄明州建州後第二次州長選舉擊敗愛德華·艾文森（Edward Ivinson）。
奧斯本是民主黨極少數贏得懷俄明州州長職位的人，他的任期是充滿風雨，包含著民主共和兩黨間的激烈鬥爭。1895年1月7日，他完成任期並拒絕再次提名。自1897年3月4日到1899年3月3日，他在第五十五屆聯邦國會出任懷俄明州聯邦眾議員，但同樣地在任期完結後拒絕再次提名。1907年11月2日，他和肯塔基州普林斯頓望族的塞利娜·史密斯（Selina Smith）結婚，並育有女兒讓·柯蒂斯·奧斯本（Jean Curtis Osborne）。
奧斯本隨後被任命為威爾遜政府的助理國務卿，任期自1913年4月21日至1915年12月14日；同時他也是羅林斯國家銀行的董事長並從事畜牧業。

## 去世
奧斯本是共濟會和約克禮成員。1943年4月24日他在羅林斯去世，終年84歲，安葬在肯塔基州考德威爾縣普林斯頓雪松山公墓的史密斯家族墓地。

## 延伸閱讀
- Ridenour, Hugh, , Annals of Wyoming:The Wyoming History Journal 80 (3) (Wyoming State Historical Society), 2008, 80 (3): 2–162008

## 外部連結
- Osborne （页面存档备份，存于）, The Political Graveyard
- John E. Osborne (D), Wyoming state archives
- The Hanging of Dutch Charley and Big Nose George, the election of John E. Osborne, Wyoming Tales and Trails
- "Lynching: History and Analysis" （页面存档备份，存于）, Journal of Social and Economic Studies Legal-Studies, Dwight Murphey, 1995.
- National Governors Association （页面存档备份，存于）
- Biographical Directory of the United States Congress （页面存档备份，存于）
- Find A Grave （页面存档备份，存于）
- govtrack.us （页面存档备份，存于）
- Wyoming History: JOHN E. OSBORNE （页面存档备份，存于）
- Wyoming State Historical Society （页面存档备份，存于）

| 官衔                     | 官衔                                           | 官衔                     |
| ------------------------ | ---------------------------------------------- | ------------------------ |
| 前任者： 艾莫斯·W·巴伯   | 懷俄明州州長 1893年－1895年                    | 繼任者： 威廉姆·A·里查德 |
| 前任者： 亨廷頓·威爾遜   | 美國助理國務卿 1913年－1916年                  | 繼任者： 威廉·菲利普斯   |
| 美国众议院               |                                                |                          |
| 前任者： 弗蘭克·W·蒙迪爾 | 懷俄明州單一國會選區 眾議院議員 1897年－1899年 | 繼任者： 弗蘭克·W·蒙迪爾 |